# United States Marine Corps Aviation
L'aviation du Corps des Marines des États-Unis (en anglais : United States Marine Corps Aviation) est créée en 1912.
Elle a pour missions le soutien d'assaut, la lutte anti-aérienne, le soutien aérien offensif, la guerre électronique, le contrôle des aéronefs et des missiles et la reconnaissance aérienne au profit des troupes terrestres du Corps des Marines et des autres unités des forces armées des États-Unis.

## Historique
L'histoire de l'aviation du Corps des Marines débute le 22 mai 1912 lorsque le lieutenant Alfred A. Cunningham intègre le Camp de l'Aviation Navale d'Annapolis. Le 20 août, il devient le premier aviateur du corps des Marines en décollant à bord d'un Burgess Model H (en).
Au fur et à mesure que le nombre de Marines aviateurs augmentait, le désir de se séparer de l'aviation navale se réalisa le 6 janvier 1914, lorsque le lieutenant Bernard L. Smith fut désigné pour établir la section des Marines de l'école de pilotage de la Marine.
En 1915, le Commandant de l'USMC autorise la création d'une compagnie d'aviation du Corps des Marines constituée de 10 officiers et 40 hommes de troupe. La première unité volante officielle est mise sur pied le 17 février 1917.

### Première Guerre mondiale

Cocarde utilisé par l'US Marine Corps durant la Première Guerre mondiale.

La première expansion majeure, de la composante aérienne du Corps des Marines, intervient en 1917 avec l'entrée des États-Unis dans le conflit mondial. Cette expansion permit à la compagnie de se diviser en la 1re Compagnie Aéronautique, déployée aux Açores pour chasser les U-Boot en janvier 1918, et le 1er Escadron Aérien des Marines, déployé en France pour fournir un soutien aérien. À la fin de la guerre, plusieurs aviateurs avaient enregistré des victoires aériennes. Ils avaient collectivement largué plus de quatorze tonnes de bombes.

### Entre-deux guerres
À la fin de la Première Guerre mondiale, le Congrès autorise un effectif de 1 020 hommes pour l'aviation du Corps des Marines, et l'établissement de bases aériennes permanentes à Quantico, Parris Island et San Diego.
Le premier bombardement en piqué lors d'un appui aérien rapproché a lieu le 16 juillet 1927 lors de la bataille d'Ocotal (en). Cinq Airco DH.4 de l'US Marine Corps Aviation attaquant les troupes d'Augusto Sandino d'environ 500 à 600 hommes assiégeant la garnison de 37 Marines et 47 gardes nationaux nicaraguayens de cette cité mirent les sandinistes en déroute,.

### Guerres modernes

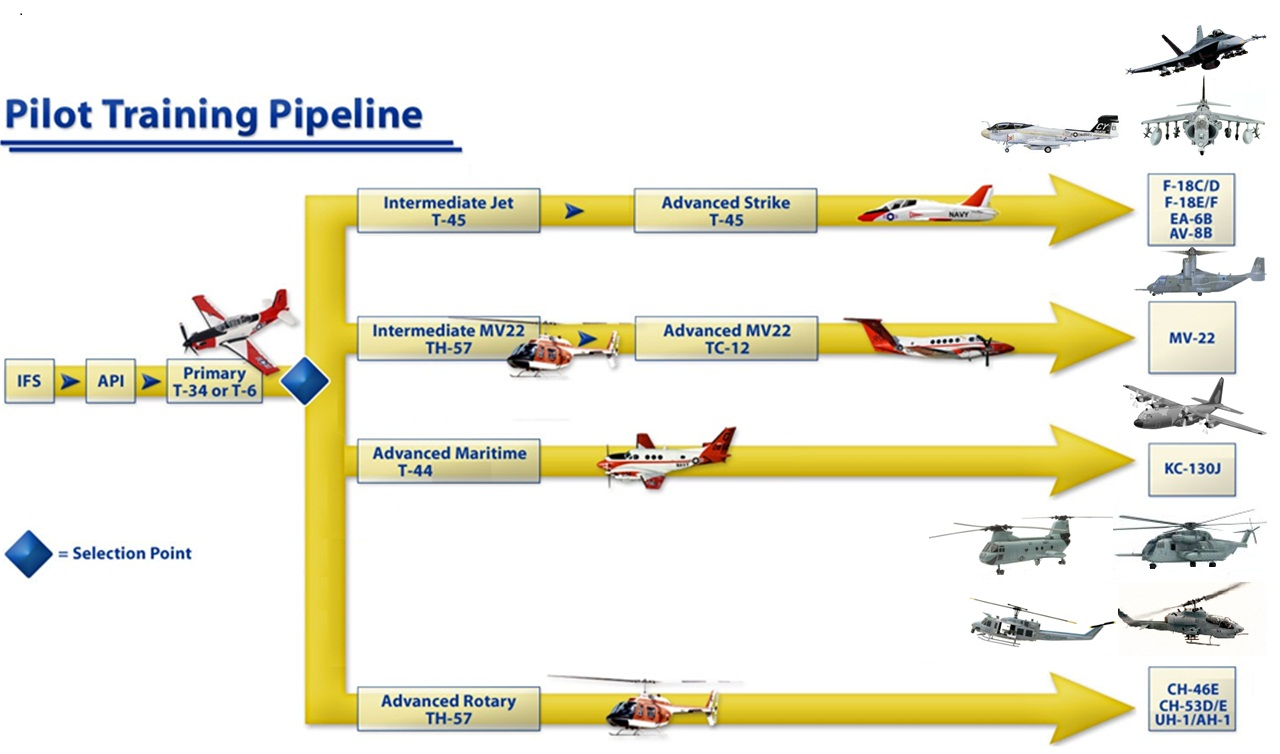
Cursus des pilotes des Marines en 2011.

## Unités
En 2017, l'aviation des Marines comportait 3 escadres réparties au sein des trois forces expéditionnaires de l'USMC et une escadre de réserve. Chaque escadre est subordonnée par des groupes aériens et des groupes de support.
Le 1er escadron d'hélicoptère (HMX-1) Marine One, chargé du transport du président des États-Unis d'Amérique, fait également partie de l'aviation du Corps des Marines. Il est directement subordonné au quartier-général de l'USMC.
En mars 2020, on annonce une réforme de l'USMC qui se sépare de plusieurs matériels lourds et réduit le nombre d'escadrons d'hélicoptères.
| Escadrons de chasse                         | 18 | 18 |
| Escadrons de convertibles moyens            | 17 | 14 |
| Escadrons d'hélicoptères d'attaque          | 7  | 5  |
| Escadrons d'hélicoptères de transport lourd | 8  | 5  |

### 1reescadre aérienne du Corps des Marines
La 1st Marine Aircraft Wing (1st MAW) est basée au Camp Foster au Japon. Elle sert d'élément aérien de combat au sein de la 3e force expéditionnaire du Corps des Marines. Elle est composée de 3 groupes aériens et 1 groupe de soutien, subordonnés par 8 escadrons aériens et 9 escadrons de soutiens. Ses unités sont basées dans le Pacifique, au Japon et dans l'état de Hawaï.

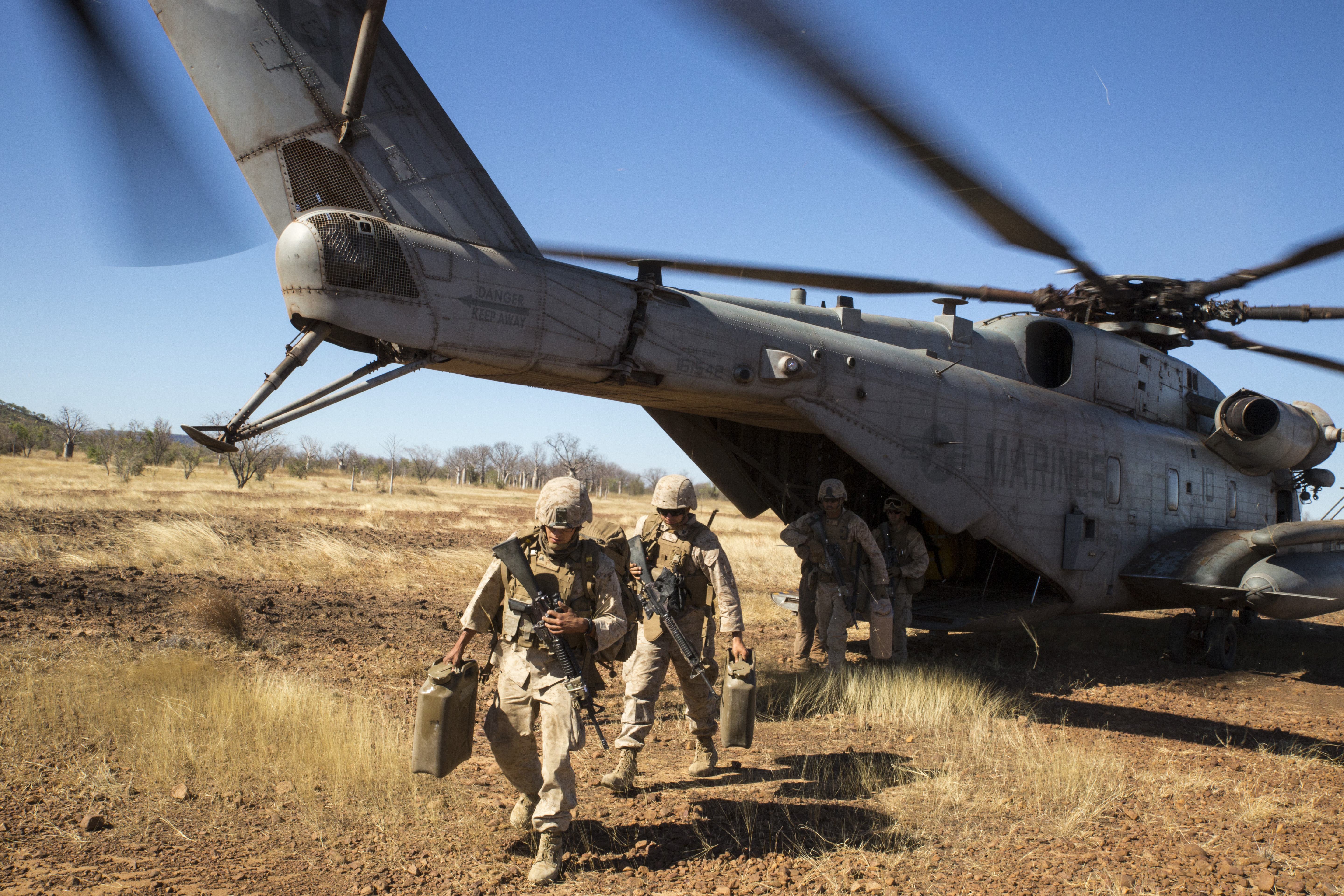
CH-53E Super Stallion du HMH-463 durant un exercice en août 2014, en Australie.

- Marine Aircraft Group 12 (MAG-12), MCAS Iwakuni, Japon
  -  121e escadron de chasseurs d'attaque des Marines (VMFA-121 Green Knights)
  -  225e escadron de chasseurs d'attaque des Marines (VMFA-225 Vikings)
  -  242e escadron de chasseurs d'attaque des Marines (VMFA-242 Bats)
  -  12e escadron de logistique de l'aviation des Marines (MALS-12 Marauders)
  -  171e escadron de soutien de la branche aérienne des Marines (MWSS-171 The Sentinels)
  -  152e escadron de ravitaillement et de transport aérien des Marines (VMGR-152 Sumos)

- Marine Air Control Group 18 (MACG-18), Camp Foster, Japon
  -  2e escadron de soutien aérien des Marines (MASS-2 Wild Deuce)
  -  4e escadron de contrôle aérien des Marines (MACS-4 Vice Squad)
  -  18e escadron tactique de commandement aérien des Marines (MTACS-18)
  -  18e escadron de communication de la branche aérienne des Marines (MWCS-18)

- Marine Aircraft Group 24 (MAG-24), MCAS Kaneohe, Hawaï
  -  3e escadron de drones des Marines (VMU-3 Phantoms)
  -  24e escadron de logistique de l'aviation des Marines (MALS-24 Warriors)
  -  174e escadron de support de l'aviation des Marines (MWSS-174 Gryphons)
  -  268e escadron d'hélicoptère lourd de l'aviation des Marines (VMM-268 Red Dragons)
  - 363e escadron d'hélicoptère lourd de l'aviation des Marines (VMM-363 Red Lions)
  -  367e escadron d'hélicoptères légers d'attaque des Marines (HMLA-367 Scarface) (Désactivé en 2022)
  -  463e escadron d'hélicoptères lourds des Marines (HMH-463 Pegasus) (Désactivé en 2022)

- Marine Aircraft Group 36 (MAG-36), MCAS Futunma Ginowan, Japon
  -  36e escadron de logistique de l'aviation des Marines (MALS-36 Bladerunner)
  -  172e escadron de soutien de la branche aérienne des Marines (MWSS-172 Firebirds)
  -  262e escadron d'hélicoptère lourd des Marines (VMM-262 Flying Tigers)
  -  265e escadron d'hélicoptère lourd des Marines (VMM-265 Dragons)

### 2eescadre aérienne du Corps des Marines
La 2nd Marine Aircraft Wing (2nd MAW) est basée au MCAS Cherry Point en Caroline du Nord. Elle sert d'élément aérien de combat au sein de la 2e force expéditionnaire du Corps des Marines. Elle est composée de 4 groupes aériens et de 1 groupe de soutien, subordonnés par 30 escadrons aériens et 12 escadrons de soutien. Il s'agit de la plus importante escadre aérienne du Corps des Marines. Ses unités sont basées sur la côte est des États-Unis.

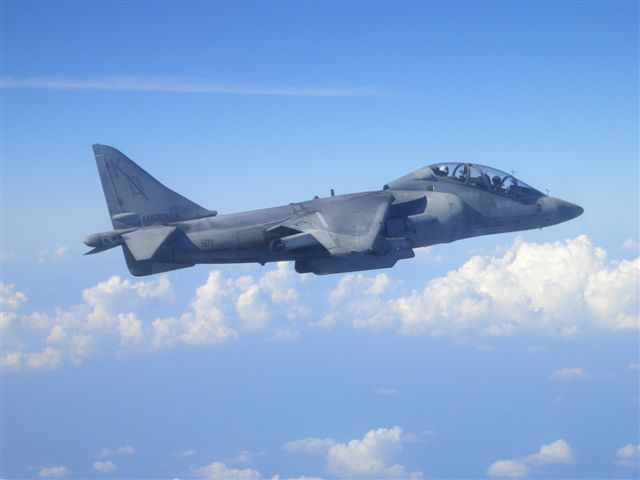
Un TAV-8B Harrier II biplace de VMAT-203 en vol

- Marine Aircraft Group 14 (MAG-14), Marine Corps Air Station Cherry Point, Caroline du Nord
  - 223e escadron d'attaque des Marines (VMA-223 Bulldogs)
  - 231e escadron d'attaque des Marines (VMA-231 Ace of Spades)
  - 542e escadron d'attaque des Marines (VMA-542 Tigers)
  - 252e escadron de ravitaillement et de transport aérien des Marines (VMGR-252 Otis)
  - 203e escadron d'entraînement d'attaque des Marines (VMAT-203 Hawks)
  - 2e escadron de drones des Marines (VMU-2 Night Owls)
  - 14e escadron de logistique de l'aviation des Marines (MALS-14 Dragons)
  - 271e escadron de soutien de la branche aérienne des Marines (MWSS-271 Workhorse of the Wing)
- Marine Aircraft Group 26 (MAG-26), Marine Corps Air Station New River, Caroline du Nord
  - 26e escadron de logistique de l'aviation des Marines (MALS-26 Patriots)
  - 162e escadron de convertibles moyens des Marines (VMM-162 Golden Eagles)
  - 261e escadron de convertibles moyens des Marines (VMM-261 Raging Bulls)
  - 263e escadron de convertibles moyens des Marines (VMM-263 Thunder Chikens)
  - 266e escadron de convertibles moyens des Marines (VMM-266 Fighting Griffins)
  - 365e escadron de convertibles moyens des Marines (VMM-365 Blue Knights)
  - 272e escadron de soutien de la branche aérienne des Marines (MWSS-272 Untouchables)
  - 204e escadron d'entraînement de convertibles moyens des Marines (VMMT-204 Raptors)

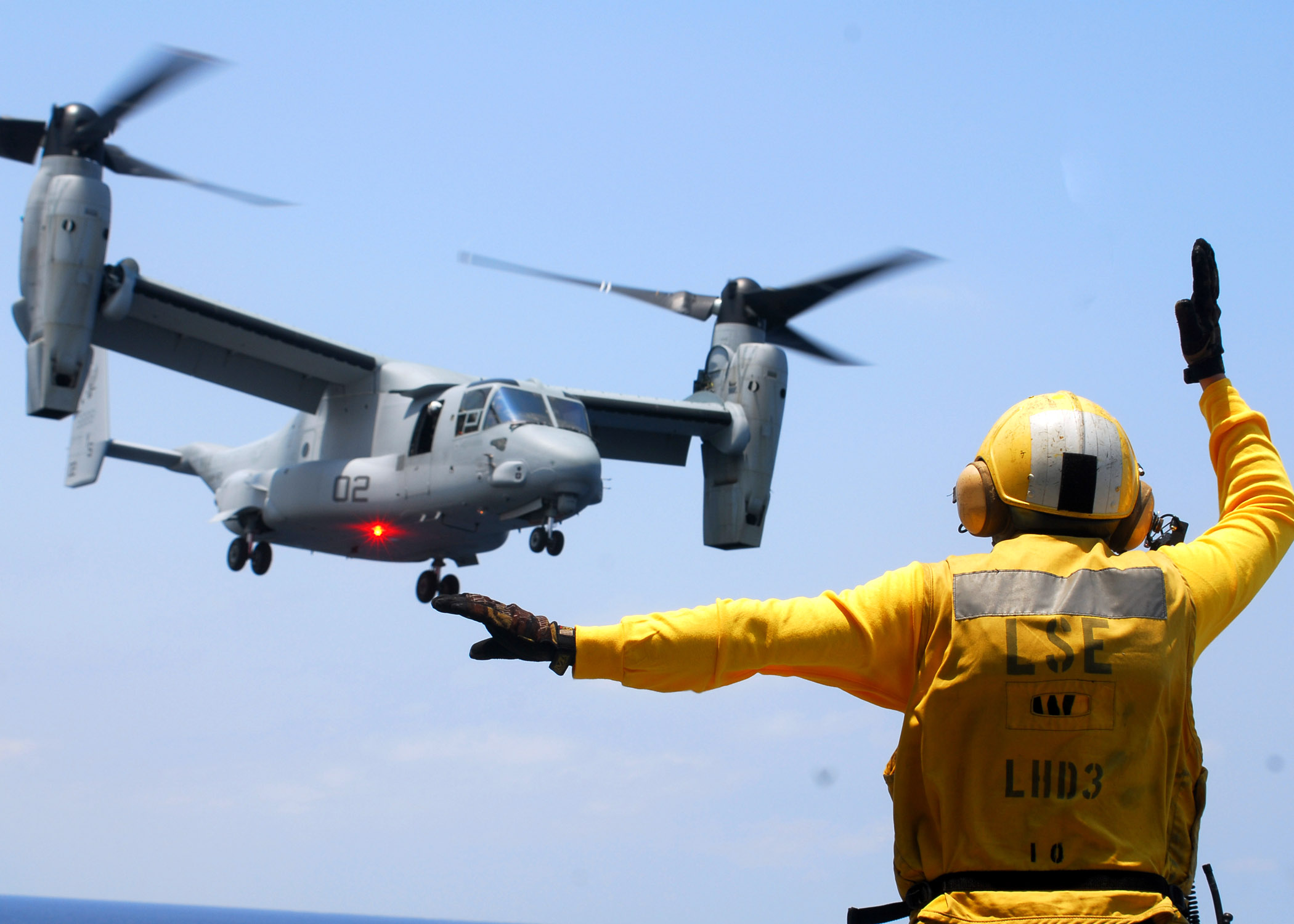
MV-22 Osprey du VMM-162 à l'amerrissage sur l'USS Kearsarge en mai 2007.

- Marine Air Control Group 28 (MACG-28), Marine Corps Air Station Cherry Point, Caroline du Nord
  - 1er escadron de soutien aérien des Marines (MASS-1 Chieftain)
  - 2e bataillon de défense aérienne à basse altitude (2nd LAAD Bn Death from Below)
  - 2e escadron de contrôle aérien des Marines (MACS-2 Eyes of the MAGTF)
  - 28e escadron tactique de commandement aérien des Marines (MTACS-28 Olympians)
  - 28e escadron de communication de la branche aérienne des Marines (MWCS-28 Spartans)
- Marine Aircraft Group 29 (MAG-29), Marine Corps Air Station New River, Caroline du Nord
  - 29e escadron de logistique de l'aviation des Marines (MALS-29 Wolverines)
  - 167e escadron d'hélicoptères d'attaque légers des Marines (HMLA-167 Warriors)
  - 269e escadron d'hélicoptères d'attaque légers des Marines (HMLA-269 The Gunrunners)
  - 302e escadron d'entraînement d'hélicoptères lourds des Marines (HMHT-302 Phoenix)
  - 366e escadron d'hélicoptères lourds des Marines (HMH-366 Hammerheads)
  - 461e escadron d'hélicoptères lourds des Marines (HMH-461 Iron Horse)
  - 464e escadron d'hélicoptères lourds des Marines (HMH-464 Condors)

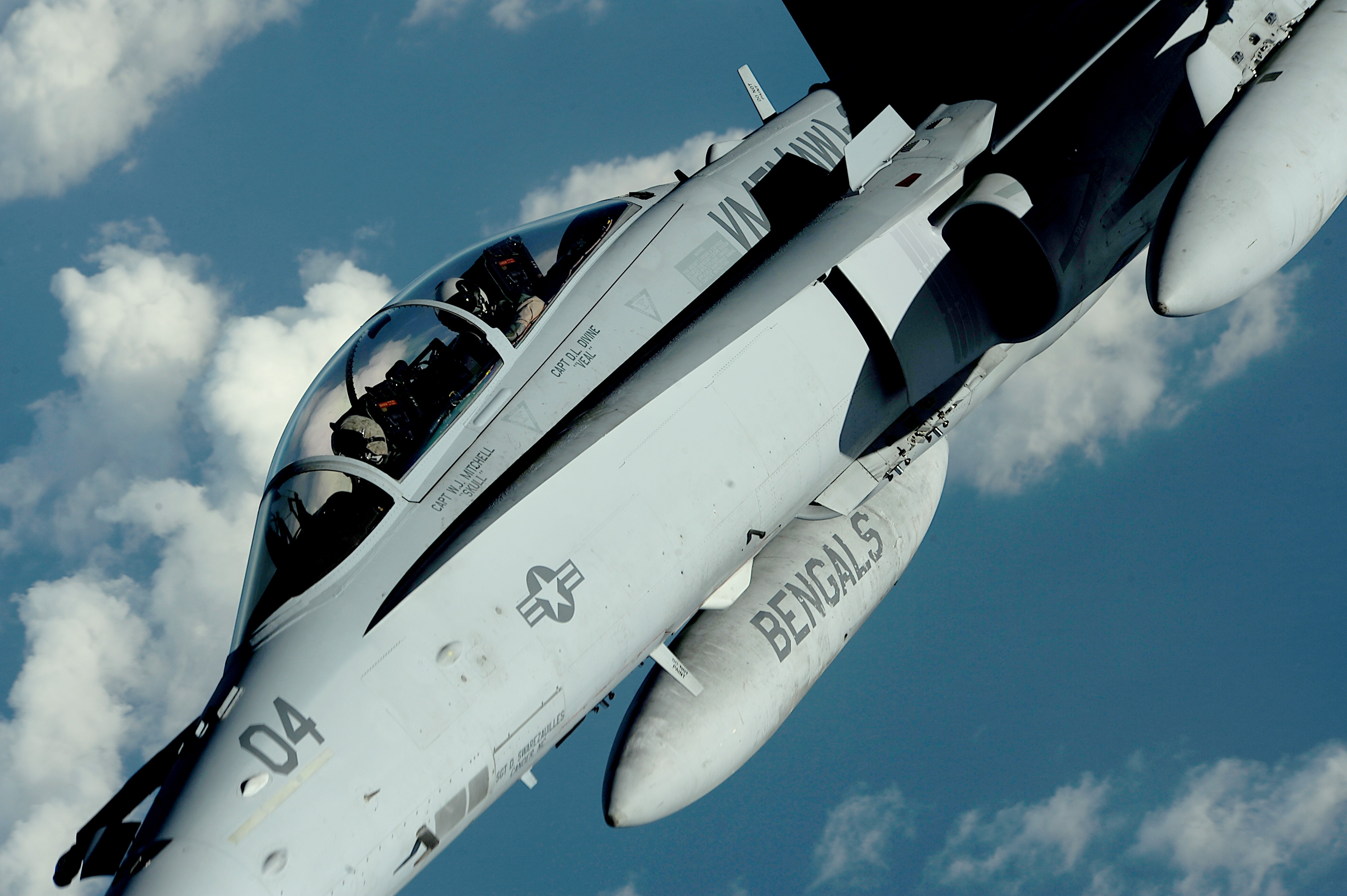
F/A-18D Hornet du VFMA(AW)-224 après un ravitaillement au-dessus de Hawaï, en juillet 2010.

- Marine Aircraft Group 31 (MAG-31), Marine Corps Air Station Beaufort, Caroline du Sud
  - 31e escadron de logistique de l'aviation des Marines (MALS-31 Stingers)
  - 273e escadron de soutien de la branche aérienne des Marines (MWSS-273 Sweathogs)
  - 115e escadron de chasseurs d'attaque des Marines (VMFA-115 Silver Eagles)
  - 224e escadron de chasseurs d'attaque tout-temps des Marines (VMFA(AW)-224 Bengals)
  - 312e escadron de chasseurs d'attaque des Marines (VMFA-312 Checkerboard)
  - 533e escadron de chasseurs d'attaque tout-temps des Marines (VMFA(AW)-533 Hawks)
  - 501e escadron d'entraînement de chasseurs d'attaque des Marines (VMFAT-501 Warlords)

### 3eescadre aérienne du Corps des Marines
La 3rd Marine Aircraft Wing (3rd MAW) est basée à MCAS Miramar en Californie. Elle sert d'élément aérien de combat au sein de la 1re force expéditionnaire des Marines. Elle est composée de 4 groupes aériens et 1 groupe de soutien, subordonnés par 26 escadrons aériens et 12 escadrons de soutien. Ses unités sont basées sur la côté ouest des États-Unis.
- Marine Aircraft Group 11 (MAG-11), MCAS Miramar, Californie
  - 11e escadron de logistique de l'aviation des Marines (MALS-11 Devilfish)
  - 101e escadron d'entraînement de chasseurs d'attaque des Marines (VMFAT-101 Sharpshooters)
  - 232e escadron de chasseurs d'attaque des Marines (VMFA-232 Red Devils)
  - 314e escadron de chasseurs d'attaque des Marines (VMFA-314 Black Knights)
  - 323e escadron de chasseurs d'attaque des Marines (VMFA-323 Death Rattlers)
  - 352e escadron de ravitaillement et de transport aérien des Marines (VMGR-352 Raiders)
  - 373e escadron de soutien de la branche aérienne des Marines (MWSS-373 Ace Support)

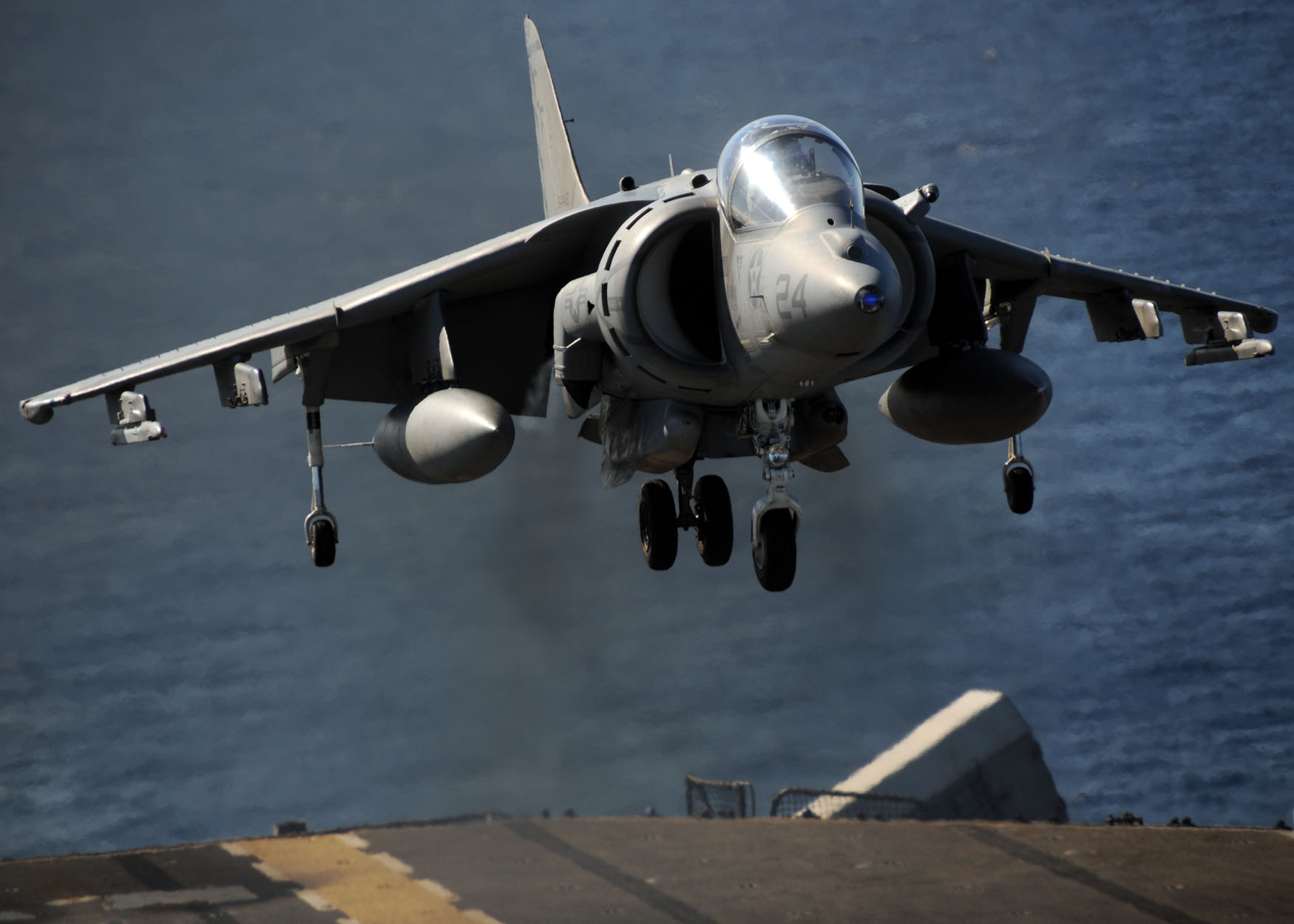
AV-8B Harrier II du VMFA-211 amerri sur l'USS Essex en juillet 2009.

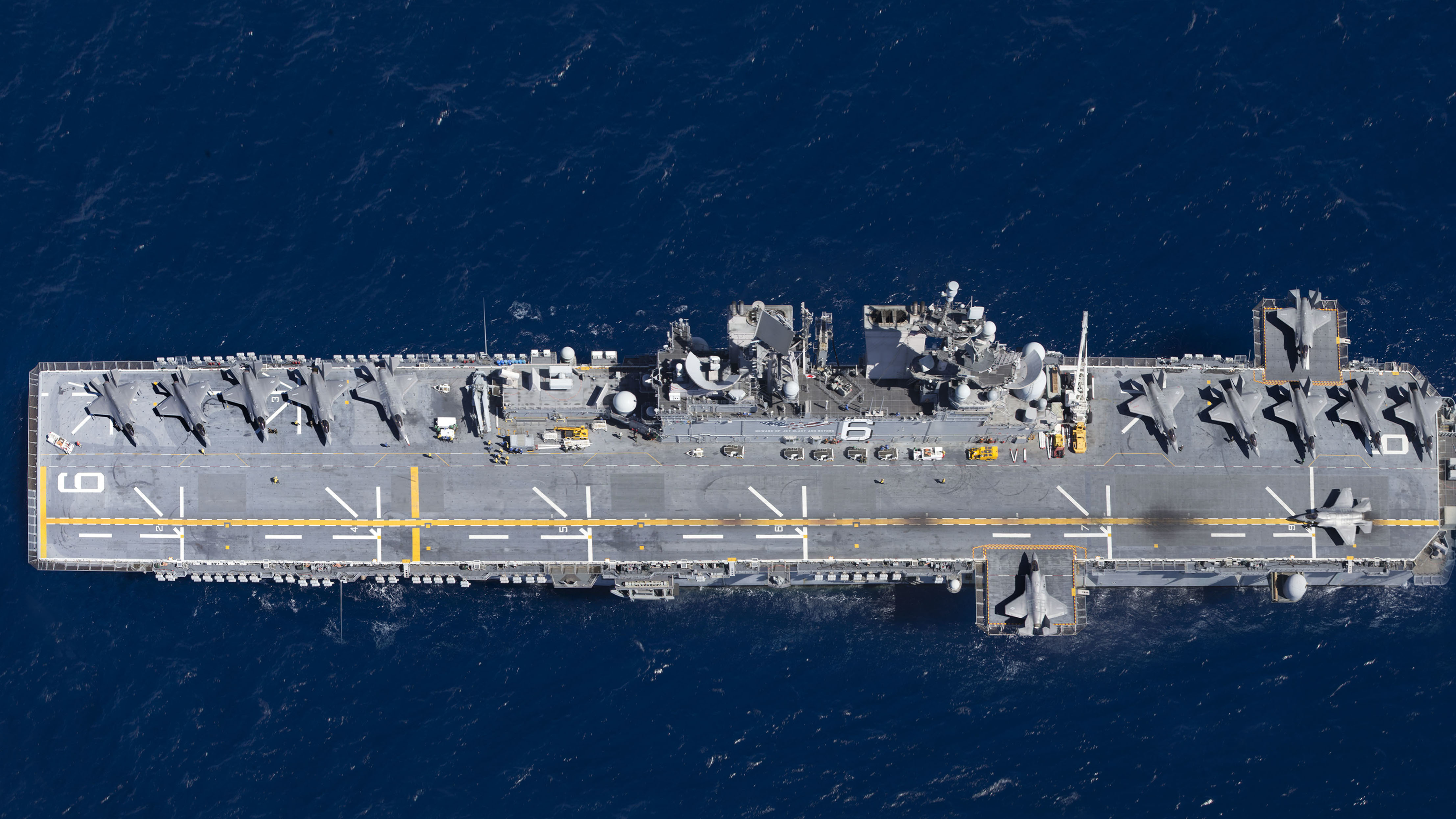
Treize F-35B de la VMFA-122 sur le USS America (LHA-6) le 8 octobre 2019.

- Marine Aircraft Group 13 (MAG-13), Marine Corps Air Station Yuma, Arizona
  - 1er escadron de drones des Marines (VMU-1 Watchdogs)
  - 13e escadron de logistique de l'aviation des Marines (MALS-13 Black Widows)
  - 122e escadron de chasseurs d'attaque des Marines (VMFA-122 Flying Leathhermecks)
  - 211e escadron de chasseurs d'attaque des Marines (VMFA-211 Wake Island Avengers)
  - 214e escadron de chasseurs d'attaque des Marines (VMFA-214 Black Sheep)
  - 225e escadron de chasseurs d'attaque des Marines (VMFA-225 Vikings)
  - 371e escadron de soutien de la branche aérienne des Marines (MWSS-371 Sand Sharks)

- Marine Aircraft Group 16  (MAG-16), MCAS Miramar, Californie
  - 16e escadron de logistique de l'aviation des Marines (MALS-16 Forerunners)
  - 161e escadron de convertibles moyens des Marines (VMM-161 Greyhawks)
  - 163e escadron de convertibles moyens des Marines (VMM-163 Ridge Runners)
  - 165e escadron de convertibles moyens des Marines (VMM-165 White Knights)
  - 166e escadron de convertibles moyens des Marines (VMM-166 Sea Elk)
  - 362e escadron de convertibles moyens des Marines (VMM-362 Ugly Angels
  - 361e escadron d'hélicoptères lourds des Marines (HMH-361 Flying Tigers)
  - 462e escadron d'hélicoptères lourds des Marines (HMH-462 Heavy Haulers)
  - 465e escadron d'hélicoptères lourds des Marines (HMH-465 Warhorse)
  - 466e escadron d'hélicoptères lourds des Marines (HMH-466 Wolfpack)
  - 374e escadron de soutien de la branche aérienne des Marines (MWSS-374 Rhinos)

- Marine Air Control Group 38  (MACG-38), MCAS Yuma, Arizona
  - 1er escadron de contrôle aérien des Marines (MACS-1 Falconers)
  - 3e escadron de soutien aérien des Marines (MASS-3 Blacklist)
  - 3e bataillon de défense aérienne à basse altitude (3 rd LAAD Bn Feel the Sting)
  - 38e escadron tactique de commandement aérien des Marines (MTACS-38 Fire Chickens)
  - 38e escadron de communication de la branche aérienne des Marines (MWCS-38 Red Lightning)

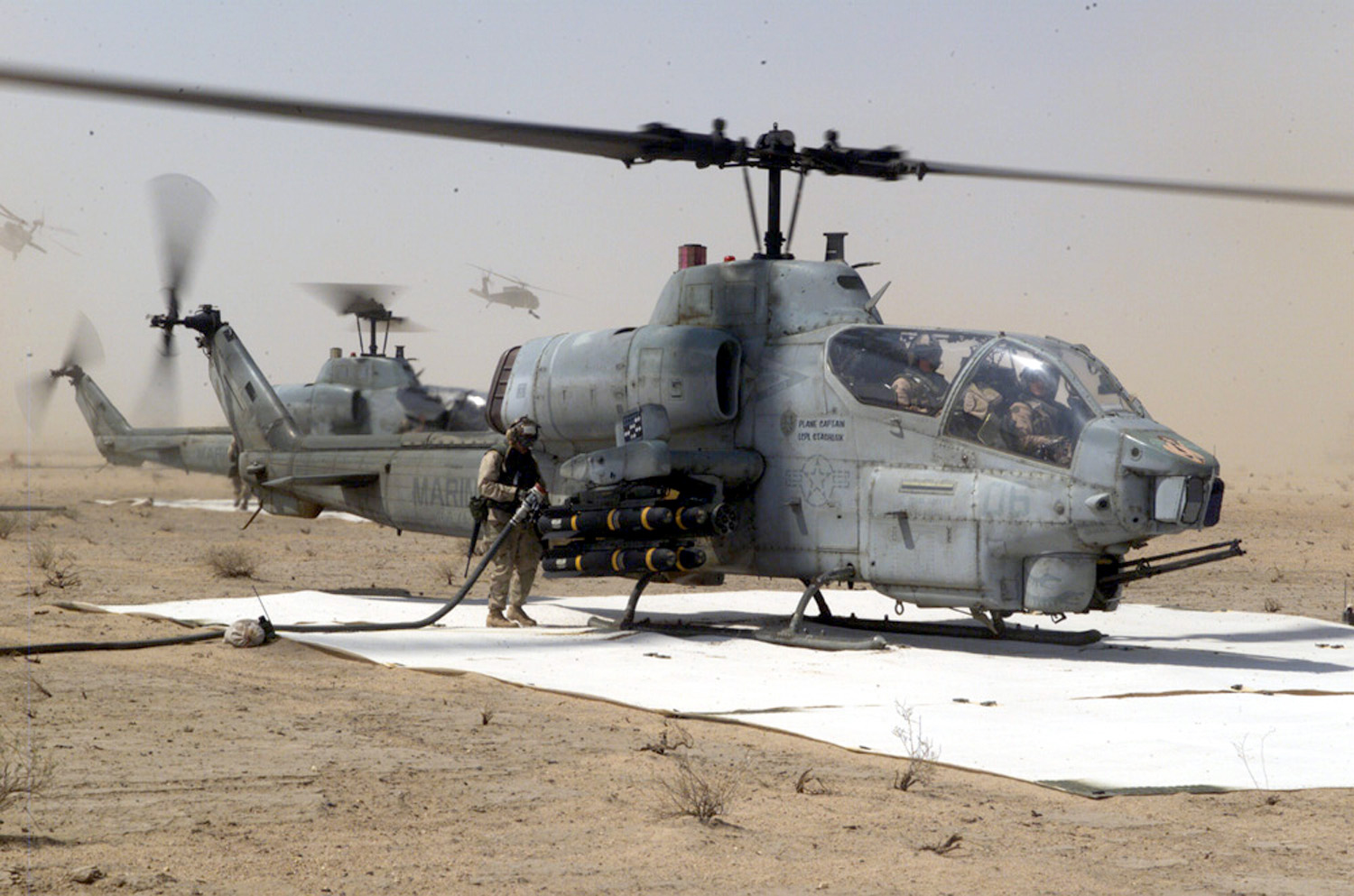
AH-1W Cobra de la MAW ravitaillé par le MWSS-373, en Irak.

- Marine Aircraft Group 39  (MAG-39), MCAS Pendleton, Californie
  - 39e escadron de logistique de l'aviation des Marines (MALS-39 Hellhounds)
  - 164e escadron de convertibles moyens des Marines (VMM-164 Knightriders)
  - 169e escadron d'hélicoptères d'attaque légers des Marines (HMLA-169 Vipers
  - 267e escadron d'hélicoptères d'attaque légers des Marines (HMLA-267 Stingers)
  - 303e escadron d'entraînement d'hélicoptères d'attaque légers des Marines (HMLAT-303 Atlas)
  - 364e escadron de convertibles moyens des Marines (VMM-364 Purple Foxes)
  - 369e escadron d'hélicoptères d'attaque légers des Marines (HMLA-369 Gunfighters)
  - 372e escadron de soutien de la branche aérienne des Marines (MWSS-372 Diamondbacks)
  - 469e escadron d'hélicoptères d'attaque légers des Marines (HMLA-469 Vengeance)

### 4eescadre aérienne du Corps des Marines
La 4th Marine Aircraft Wing (4th MAW) possède son quartier-général à La Nouvelle-Orléans en Louisiane. C'est l'unique escadre aérienne de réserve du Corps des Marines. Elle est composée de 2 groupes aériens et de 1 groupe de soutiens, subordonnés par 8 escadrons aériens et 9 escadrons de soutien.

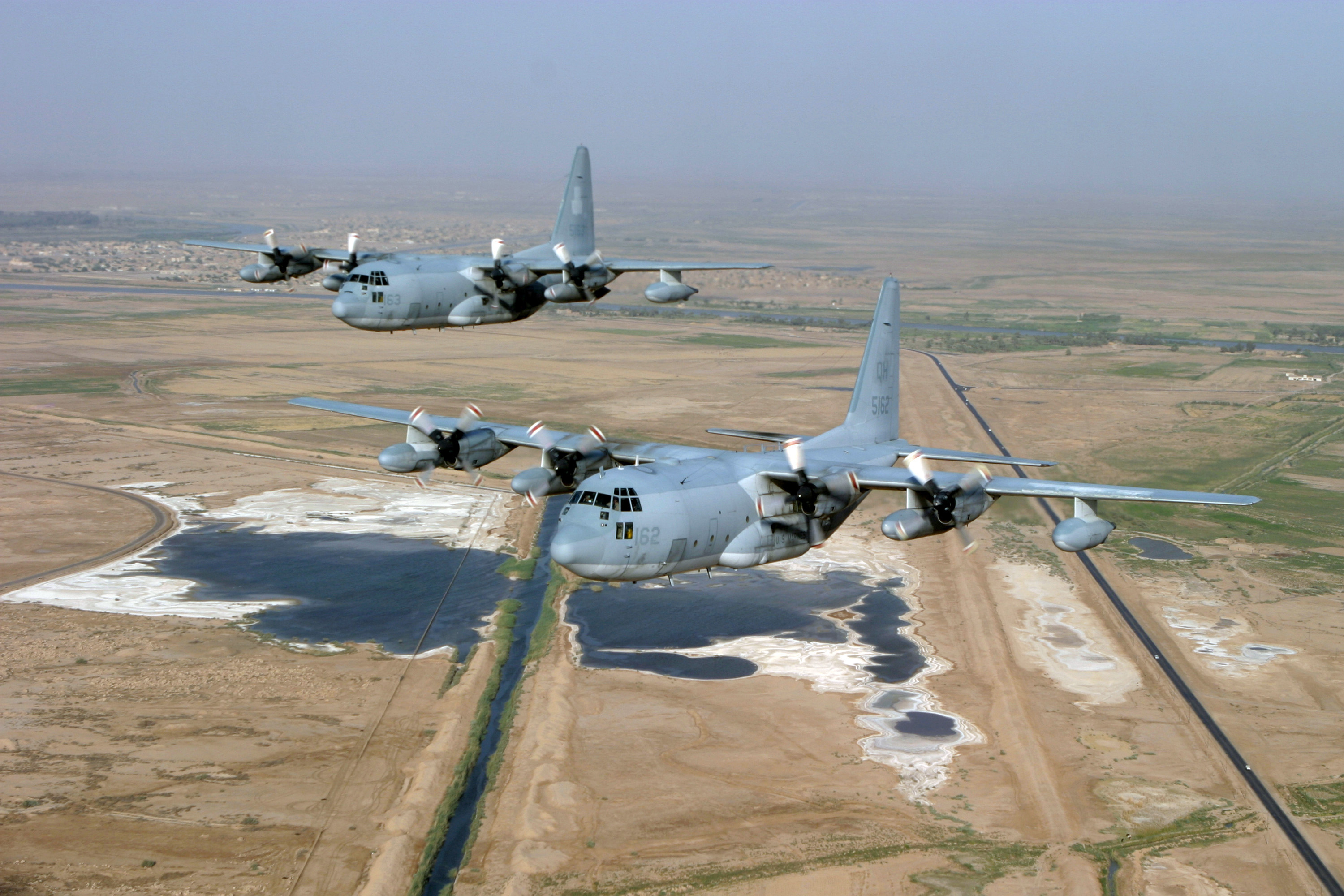
KC-130T du VMGR-234 en vol au-dessus de l'Irak en septembre 2003.

- Marine Aircraft Group 41 (MAG-41), Naval Air Station Fort Worth, Texas
  - 112e escadron de chasseurs d'attaque des Marines (VMFA-112 Cowboys)
  - 234e escadron de ravitaillement et de transport aérien des Marines (VMGR-234 Rangers)
  - 401e escadron d'entraînement de chasseurs des Marines (VMFT-401 Snipers)
  - 1e escadron de transport des Marines (VMR-1 Roadrunners)
  - 764e escadron de convertibles moyens des Marines (VMM-764 Moonlight)
  - 775e escadron d'hélicoptères légers d'attaque des Marines (HMLA-775 Coyottes)
  - 41e escadron de logistique de l'aviation des Marines (MALS-41 Wranglers)
  - 471e escadron de soutien de la branche aérienne des Marines (MWSS-471)
  - 473e escadron de soutien de la branche aérienne des Marines (MWSS-473 Gargoyle)
  - 4e escadron de drones des Marines (VMU-4 Evil Eyes)

- Marine Air Control Group 48 (MACG-48), NAS Great Lakes, Illinois
  - 6e escadron de soutien aérien des Marines (MASS-6 Lighthouse)
  - 24e escadron de contrôle aérien des Marines (MACS-24 Earthquake)
  - 48e escadron tactique de commandement aérien des Marines(MTACS-48)
  - 48e escadron de communication de la branche aérienne des Marines (MWCS-48)

- Marine Aircraft Group 49 (MAG-49) Joint Base McGuire-Dix-Lakehurst, New Jersey
  - 49e escadron de logistique de l'aviation des Marines (MALS-49 Magicians)
  - 452e escadron de ravitaillement et de transport aérien des Marines (VMGR-452 Yankees)
  - 472e escadron de soutien de la branche aérienne des Marines (MWSS-472 AGS-Dragons)
  - 772e escadron d'hélicoptères lourds des Marines (HMH-772 Hutlers)
  - 773e escadron d'hélicoptères légers d'attaque des Marines (HMLA-773 Red Dog)
  - 774e escadron de convertibles moyens des Marines (VMM-774 Wild Goose)

## Équipements
Aéronefs utilisés par l'aviation des Marines en 2017 hors certains hélicoptères du HMX-1 :
| Aéronefs                           | Origine         | Type                           | En service      | Versions        | Notes                                                          |                 |                 |
| Avion de chasse                    | Avion de chasse | Avion de chasse                | Avion de chasse | Avion de chasse | Avion de chasse                                                | Avion de chasse | Avion de chasse |
| ---------------------------------- | --------------- | ------------------------------ | --------------- | --------------- | -------------------------------------------------------------- | --------------- | --------------- |
| McDonnell Douglas AV-8B Harrier II | États-Unis      | Avion d'attaque au sol         | 108             | AV-8B/+         | Prévisions de 2019 : en service jusqu'en 2028 minimum          |                 |                 |
| McDonnell Douglas AV-8B Harrier II | États-Unis      | Avion d'entraînement           | 16              | TAV-8B          |                                                                |                 |                 |
| McDonnell Douglas F/A-18 Hornet    | États-Unis      | Avion multirôle                | 237             | A/B/C/D         | Prévisions en 2019 : Version C/D en service jusqu'en 2030/2031 |                 |                 |
| Lockheed Martin F-35 Lightning II  | États-Unis      | Avion multirôle                | 48 (368)        | B/C             | Prévisions en 2020 : 353 -B, 67 -C                             |                 |                 |
| Avion d'entraînement               |                 |                                |                 |                 |                                                                |                 |                 |
| Northrop F-5 Tiger II              | États-Unis      | Avion d'entraînement           | 11              | F-5N            | Provient des surplus des Forces aériennes suisses,             |                 |                 |
| Northrop F-5 Tiger II              | États-Unis      | Avion d'entraînement           | 2               | F-5F            |                                                                |                 |                 |
| Beechcraft T-34 Mentor             | États-Unis      | Avion d'entraînement           | 3               |                 |                                                                |                 |                 |
| Avion de guerre électronique       |                 |                                |                 |                 |                                                                |                 |                 |
| Grumman EA-6 Prowler               | États-Unis      | Avion de guerre électronique   | 21              | EA-6B           | Retiré le 8 mars 2019                                          |                 |                 |
| Avion ravitailleur                 |                 |                                |                 |                 |                                                                |                 |                 |
| Lockheed C-130 Hercules            | États-Unis      | Avion ravitailleur             | 22              | KC-130J         |                                                                |                 |                 |
| Lockheed C-130 Hercules            | États-Unis      | Avion ravitailleur             | 51 (11)         | KC-130T         |                                                                |                 |                 |
| Hélicoptère                        |                 |                                |                 |                 |                                                                |                 |                 |
| Bell AH-1 Cobra                    | États-Unis      | Hélicoptère de combat          | 117             | AH-1W           | Retiré le 14 octobre 2020                                      |                 |                 |
| Bell AH-1 Cobra                    | États-Unis      | Hélicoptère de combat          | 38 (162)        | AH-1Z           |                                                                |                 |                 |
| Sikorsky CH-53 Sea Stallion        | États-Unis      | Hélicoptère de transport lourd | 144             | CH-53E          |                                                                |                 |                 |
| Sikorsky CH-53 Sea Stallion        | États-Unis      | Hélicoptère de transport lourd | 0 (200)         | CH-53K          | Prévisions en juillet 2019 : entrée en service en 2023.        |                 |                 |
| Bell UH-1 Iroquois                 | États-Unis      | Hélicoptère de transport       | 5               | UH-1N           |                                                                |                 |                 |
| Bell UH-1 Iroquois                 | États-Unis      | Hélicoptère de transport       | 115 (56)        | UH-1Y           |                                                                |                 |                 |
| Avion de transport                 |                 |                                |                 |                 |                                                                |                 |                 |
| Boeing-Bell V-22 Osprey            | États-Unis      | Avion de transport             | 234 (94)        | MV-22           |                                                                |                 |                 |
| Cessna Citation V                  | États-Unis      | Jet d'affaires                 | 12 (2)          | UC-35C/D        |                                                                |                 |                 |
| Douglas DC-9                       | États-Unis      | Avion de transport             | 2               | C-9B            |                                                                |                 |                 |
| Gulfstream IV                      | États-Unis      | Aviation d'affaires            | 1               | C-20G           |                                                                |                 |                 |
| Beech C-12 Huron                   | États-Unis      | Avion de transport léger       | 12 (1)          | UC-12           |                                                                |                 |                 |